# Либерализм в Турции
В этой статье даётся обзор истории либерализма в Турции. Свои истоки турецкий либерализм берёт в Османской империи в период модернизационных реформ 1839—1876 годов, известного как Танзимат.

## История

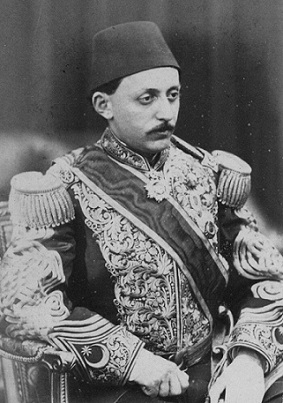
Мурад V, 33-й султан Османской империи.

30 мая 1876 года Мурад V стал султаном Османской империи после свержения дяди Абдул-Азиза. Новый правитель Турции находился под сильным влиянием французской культуры и придерживался либеральных взглядов. Он правил 93 дня, прежде чем был свергнут 31 августа 1876 года на том основании, что предположительно был психически болен; однако его оппоненты, возможно, просто использовали эти основания, чтобы остановить проведение им либеральных реформ. В результате Мурад V не смог принять Конституцию, к которой стремились его приверженцы.

### Конституционная эпоха

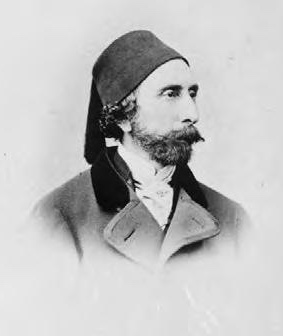
Дюзоглу Михран-бей, либеральный политик, член Государственного совета.

У истоков конституционализма в Османской империи стояли такие либеральные интеллектуалы как Бешир Фуад, Хеким Исмаил-паша и Ахмед Зюхду-паша, которые пытались модернизировать османское общество, продвигая идеи развития, прогресса и либеральные ценности.

#### Танзимат
Танзимат, буквально означающий «упорядочение» Османской империи, был периодом реформ, который начался в 1839 году и закончился эпохой первой Конституции в 1876 году. Хотя мотивы реализации Танзимата были бюрократическими, его инициировали либеральные министры и интеллектуалы, такие как Димитриос Замбакос-паша, Кабули Мехмед-паша, тайное общество «Новые османы» и Мидхат-паша, которого также часто считают одним из основателей османского парламента и отцом первой османской конституции. Многие реформы были внесены ради гражданских свобод, но многие мусульмане рассматривали их как иностранное влияние на мир ислама, что осложняло реформаторские усилия государства. В те же годы в среде «новых османов» возникла политическая концепция государственного устройства под названием «османизм», призванная объединить все народы, живущие на османских территориях: «мусульман и немусульман, турок и греков, армян и евреев, курдов и арабов». Официально эта политика началась с «Эдикта Гюльхане» 1839 года, провозгласившего равенство перед законом всех османов, как мусульман, так и немусульман.
Реформы Танзимата начались при султане Махмуде II. 3 ноября 1839 года султан Абдул-Меджид I издал хатт-и-шериф, известный как «Эдикт Гюльхане» или «Танзимат Фермани». За этим последовало несколько законов, закрепляющих его политику. В указе султан заявил, что желает «принести преимущества хорошего управления провинциям Османской империи посредством новых институтов». Среди реформ были отмена рабства и работорговли; декриминализация гомосексуализма; создание Школы государственной службы, высшего учебного заведения для гражданских лиц; Кодекс регулирования прессы и журналистики; и Закон о гражданстве 1869 года, создавший общее османское гражданство независимо от религиозных или этнических различий. Экономисты с западным образованием, такие как Ахмет Решат-паша, выступали за экономический либерализм.

#### Новые османы
| |
| |
| |
| Намык Кемаль (1840–1888), Ибрахим Шинаси (1826–1871) и Абдул-Хамид Зияэддин, видные члены общества «Новые османы». |

«Новые османы» были тайным обществом, основанным в 1865 году группой турецко-османских интеллектуалов, недовольных реформами Танзимата, которые, по их мнению, не зашли достаточно далеко, и хотевших положить конец автократии. «Новые османы» стремились преобразовать османское общество, сохраняя империю и модернизируясь в соответствии с европейской традицией принятия конституционного правительства. Хотя «Новые османы» часто расходились во мнениях идеологически, все они соглашались с тем, что новое конституционное правительство должно продолжать в некоторой степени опираться на ислам, чтобы подчеркнуть «непреходящую и существенную значимость ислама как основы османской политической культуры». Однако они пытались синкретизировать исламский идеализм с современным либерализмом и парламентской демократией. Европейский парламентский либерализм они рассматривали как образец для подражания в соответствии с принципами ислама и «пытались примирить исламские концепции правления с идеями Монтескье, Дантона, Руссо», и современных европейских учёных и государственных деятелей». Намик Кемаль, оказавший влияние на формирование общества, восхищался конституцией Третьей французской республики и резюмировал политические идеалы «Новых османов» как «суверенитет нации, разделение властей, ответственность должностных лиц, личная свобода, равенство, свобода мысли, свобода печати, свобода объединений, пользование собственностью, неприкосновенность дома». «Новые османы» считали, что одной из основных причин упадка империи был отказ от исламских принципов в пользу подражания европейской современности с необдуманными компромиссами между ними, и они стремились объединить их таким образом, который, по их мнению, лучше всего служил интересам государства и народа. Они стремились оживить империю, включив в неё определённые европейские модели правления, сохраняя при этом исламские основы, на которых была основана империя. Среди видных членов этого общества были писатели и публицисты, такие как Намык Кемаль, Ибрахим Шинаси, Али Суави, Зия-паша и Ага-эфенди.
В 1876 году у «Новых османов» наступил решающий момент, когда султан Абдул-Хамид II неохотно обнародовал Основной закон 1876 года, первую попытку конституции в истории Османской империи, положившую начало Эпохи первой конституции. Хотя этот период был недолгим, уже в 1878 году Абдул-Хамид приостановил действие конституции и парламента в пользу возвращения к абсолютной монархии с самим собой у власти, наследие и влияние «Новых османов» продолжали сохраняться до распада империи. Несколько десятилетий спустя другая группа османов-реформаторов, а именно младотурки, повторила усилия «Новых османов», что привело к младотурецкой революции в 1908 году и началу Эпохи второй конституции.

## Либеральные партии
Партия свободы

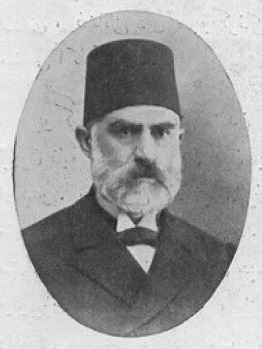
Нафи-паша, член партии «Свобода и согласие», открыто обсуждал избирательные права женщин во время Эпохи второй конституции.

Либерально-конституционалистская партия, действовавшая в начале Эпохи второй конституции. Её основали в 1908 году на базе Лиги частного предпринимательства и децентрализации принца Сабахаттина и либерального крыла «младотурок». У новой партии не было времени, чтобы подготовиться к выборам 1908 года и она выставила кандидатов только в Константинополе. Хотя партия и не добилась успеха на выборах, получив в Палате депутатов всего 4 места, ей удалось сколотить в парламенте группу из 60—70 депутатов, состоящую из независимых и перебежчиков из правящей партии «Единение и прогресс» («младотурки»). Некоторые члены партии поддержали восстание против «младотурок» во время кризиса 31 марта 1909 года. После поражения восстания большинство членов Партии свободы подверглись репрессиям, некоторые отправились в изгнание. В 1910 году было объявлено о самороспуске партии. Год спустя большинство её членов соберутся в новую партию, известную как «Свобода и согласие».
«Свобода и согласие»
Либерально-конституционалистская партия, действовавшая между 1911 и 1913 годами, во время Эпохи второй конституции. Самая значительная оппозиция в Палате депутатов правящей партии «Единение и прогресс». В июле 1912 года пришла к власти. Свергнута в результате переворота 23 января 1913 года. Деятельность партии оживилась после поражения Турции в Первой мировой войне, в период оккупации Стамбула войсками Антанты. Пользуясь покровительством Англии, «Свобода и согласие» участвовала в этот период в нескольких правительствах. Пыталась подавить и привлечь к ответственности «младотурок», выступала против Ататюрка и национально-освободительного движения в Анатолии, а с победой последнего в 1922 году окончательно прекратила своё существование. Выступала за османизм, децентрализацию правительства, права этнических меньшинств и тесные отношения с Великобританией. 
Османская либеральная народная партия
Основана в 1918 году в период перемирия под руководством Али Фетхи-бея государственными чиновниками и политиками, вышедшими из партии «Единение и прогресс».
Республиканская прогрессивная партия
Была основана в 1924 году группой членов запрещённой партии «Единение и прогресс» и Национального движения, недовольных авторитарным правлением Мустафы Кемаля и правящей НРП. Во внутренней политики, партия поддерживала либеральную демократию, но правительство обвиняло её в том, что она стала орудием исламистов в борьбе против Ататюрка и его реформ. Запрещена в 1925 году после того, как Мустафа Кемаль обвинил её лидера Карабекира в восстании шейха Саида и в покушении на себя в Измире.
Республиканская либеральная партия
В 1930 году Ататюрк, решив отойти от однопартийной системы, партию, призвал Али Фетхи Окьяра легальную оппозиционную основать Партию свободы. В августе того же года Окьяра создаёт такую партию под названием Республиканская либеральная. Хотя новая организация отстаивала либеральные взгляды, как экономические, так и политические, особенно охотно её поддержали противники реформ Ататюрка, недовольных жёсткой политикой кемалистской бюрократии, в первую очередь в отношении секуляризма. В результате уже в ноябре основатель партии Окьяр, ярый сторонник реформ распустил её, опасаясь, что партия станет объединяющей площадкой для контрреформистов, выступающих против светской республики.
Партия свободы
В 1955 года группа депутатов, за свои либеральные требования исключённые из правящей на тот момент Демократической партии, основали Партию свободы. На выборах 1957 года партия смогла получить в парламенте только четыре мандата (все от провинции Бурдур). В 1958 году партия распалась. Большинство её членов присоединились к Республиканской народной партии, главной оппозиционной силе Турции 1950-х.
Партия «Новая Турция»
В 1961 году умеренная фракция свергнутой и запрещённой Демократической партии создали Партию «Новая Турция». На первых в своей истории выборах, состоявшихся 15 октября 1961 году, новая партия стала третьей по количеству мест и четвёртой по количеству голосов. Но после первоначального успеха партия быстро растеряла популярность и распалась в 1973 году.
Либерально-демократическая партия
Была основана в 1994 году как Либеральная партия турецким предпринимателем Бесимом Тибуком, который был советником президента Турции Тургута Озала. Переименована в Либерально-демократическую в 1996 году. Выступает за сокращение государственных расходов и налогов, сокращение правительственной бюрократии, отмену обязательного общего медицинского страхования и переход на систему добровольного частного медицинского страхования, замену обязательной военной службы на профессиональную службу, против дискриминации по возрасту и полу, в защиту прав ЛГБТ. Первая в истории Турции партия, выступающая за легализацию марихуаны. Наилучшего в своей истории результата на парламентских выборах добилась в 1999 году, получив 127 174 голоса (0,4 %). К выборам 2018 и 2023 годах не была допущена.